# Hexathele hochstetteri
Hexathele hochstetteri, coneguda com a banded tunnelweb spider, és una aranya de la família dels hexatèlids (Hexathelidae), que és endèmica de Nova Zelanda. És comú en l'Illa del Nord, i no s'ha trobat a l'Illa del Sud. Dos gèneres d'hexatèlids es troben a Nova Zelanda: Hexathele i Porrhothele.
No és una aranya perillosa per als éssers humans, tot i que la seva picada pot ser dolorosa; el seu verí no afecta persones i només causa dolor i inflamació. Tot i que és de mida gran, és una aranya extremadament "tímida", i tan sols se sol veure quan vaga en l'època d'aparellament.

## Descripció
Hexathele hochstetteri és de les aranyes més grans de Nova Zelanda, ja que el cos arriba als 20 mm de llarg. Tu un característic dibuix en V en el seu abdomen, de color groguenc, mentre que la resta de l'abdomen és un color marró més fosc. El cefalotòrax és d'una tonalitat taronja-marró. Té sis fileres a l'abdomen que distingeixen Hexathele hochstetteri d'altre gèneres d'hexatèlids, com Porrhothele que només en té quatre. Els ulls de la femella són força més grans que els del mascle.

## Taxonomia
Hexethele hochstetteri fou descrita el 1871 per l'aracnòleg austríac Anton Ausserer, amb un nou gènere, Hexethele. L'epítet específic hochstetteri prové de Ferdinand von Hochstetter, que va portar un exemplar a Àustria com a resultat de l'expedició del SMS Novara el 1850.